# Flughafen Essex County

i7
i11
i13
Der Flughafen Essex County (IATA: CDW, ICAO: KCDW), auch "Caldwell Airport", ist ein regionaler Flughafen in Fairfield Township, Essex County, New Jersey. Er befindet sich vier Kilometer nördlich des Stadtzentrums von Caldwell. Der Flughafen ist im Besitz der Essex County Improvement Authority.
Der Flughafen erstreckt sich über eine Fläche von 111 Hektar und liegt auf einer Höhe von 52 Metern über dem Meeresspiegel. Er besitzt zwei Landebahnen (4/22 und 10/28) aus Asphalt. Mit Stand November 2015 hatte der Flughafen 70.266 Flugbewegungen zu verzeichnen, wovon 96,2 % zivil, 2,5 % Luft-Taxi und 1,3 % Militär waren. Im August 2017 waren 229 Flugzeuge und 8 Hubschrauber am Flughafen stationiert. Die meisten Flugzeuge waren einmotorige Privatflugzeuge.

## Geschichte
Im April 1929 wurde die Essex Airport Corporation von Walter Marvin und sechs weiteren Personen gegründet. Diese Organisation hatte das Ziel, einen Flughafen für die elf Kilometer entfernte Stadt Montclair, New Jersey zu gründen. Als Standort wurde ein im Besitz der Fairfield Dairy Company befindliches Gelände gewählt, das bereits während des Ersten Weltkriegs als Flugplatz genutzt worden war.
Der Flughafen erlangte internationale Bekanntheit, nachdem John F. Kennedy Jr. am 16. Juli 1999, eine Stunde nach dem Start vom Flughafen, nordöstlich von New York ins Meer stürzte. An Bord der Piper Saratoga kamen John F. Kennedy Jr., seine Frau Caroline und seine Schwägerin ums Leben.

## Fluggesellschaften und Ziele
Der Flughafen wird nicht von Linienfluggesellschaften angeflogen. Saisonal verbindet Tropic Ocean Airways den Flughafen mit der New Yorker Seaplane Base.

## Zwischenfälle
- Am 29. August 1982 kollidierte eine Cessna 172 mit einem Flugschüler und seinem Ausbilder mit einer Cessna 150, welche von einem Flugschüler geflogen wurde. An Bord der Cessna 172 kamen beide Insassen ums Leben. Dem Pilot der Cessna 150 gelang eine Notlandung.[8][9]
- Am 15. November 2002 kollidierten eine Mooney M10 (Luftfahrzeugkennzeichen N9502V) und eine Piper PA-32R-300, während beide Piloten einen Weg zur Landebahn 22 suchten. Die Piloten beider Flugzeuge wurden bei dem Zusammenstoß getötet.[10]
- Am 15. Januar 2007 stürzte eine Beechcraft A36 Bonanza nahe dem Flughafen auf eine Straße ab und brannte vollständig aus, nachdem sie Bäume berührt hatte. Der Pilot des Flugzeuges kam ums Leben.
- Am 5. Juli 2010 stürzte eine Cirrus SR22 beim Anflug etwa 100 Meter nördlich des Flughafens ab. Alle drei Insassen wurden bei dem Unfall getötet.[11]
- Am 15. August 2015 meldete der Pilot einer Cessna 205 kurz nach dem Start, dass er keine Kontrolle über das Flugzeug habe und zurück zum Flughafen fliege. Kurz danach ging das Flugzeug in einen Sturzflug, streifte Bäume und stürzte ab. Der Pilot starb im Feuer.[12]